# بيرسي سبينس
بيرسي سبينس (بالإنجليزية: Percy Spence)‏ هو رسام أسترالي، ولد في 14 ديسمبر 1868 في سيدني في أستراليا، وتوفي في 3 أغسطس 1933 في لندن في المملكة المتحدة.